# Berkin Elvan
Berkin Elvan (* 5. Januar 1999 in der Türkei; † 11. März 2014 in Istanbul) war ein türkischer Jugendlicher, der am 16. Juni 2013 während der Proteste in der Türkei verletzt wurde und nach neunmonatigem Koma an der ihm zugefügten Schussverletzung starb.

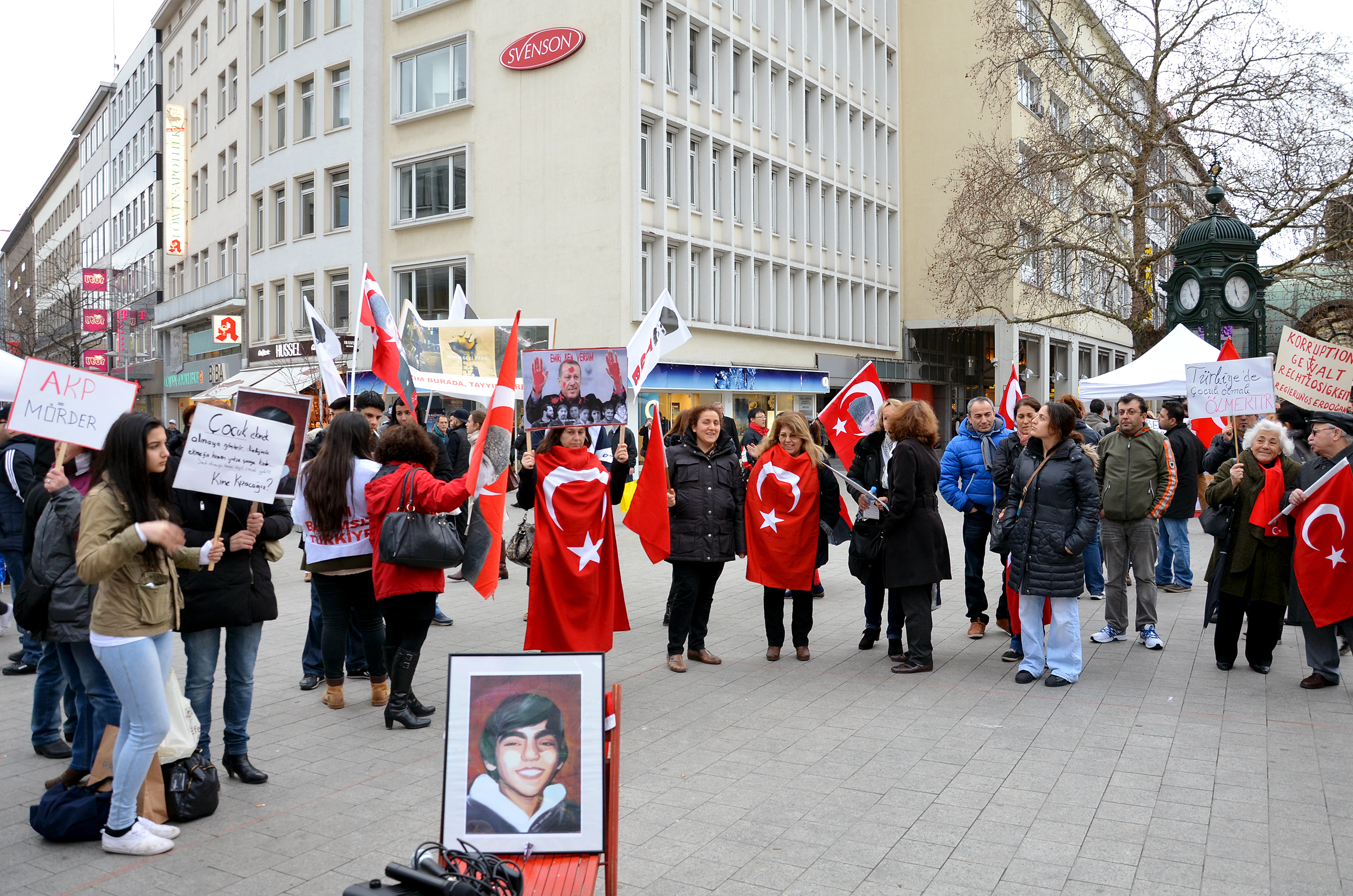
Ein Porträt von Berkin Elvan wird nach seinem Tod bei einer Demonstration der Atatürk Gesellschaft Niedersachsen an einem öffentlichen Platz in Hannover gezeigt (15. März 2014)

## Leben
Berkin Elvan aus dem Istanbuler Stadtteil Okmeydanı war laut Angaben seiner Familie am frühen Morgen des 16. Juni 2013 unterwegs, um Brot zu kaufen. Obwohl er sich wegen der Auseinandersetzungen um den Gezi-Park vorsichtig bewegt habe, stieß er auf Polizisten. Eine von ihnen abgefeuerte Tränengas-Granate traf ihn am Hinterkopf. Er wurde in ein Krankenhaus im Stadtteil Şişli eingeliefert, in dem er nicht mehr aus dem Koma erwachte und am 11. März 2014 schließlich starb. Berkin wog am Ende nur noch 16 kg. Er war das achte Todesopfer der Proteste. Human Rights Watch rief dringend dazu auf, die Umstände, die zu seinem Tod führten, zu untersuchen.
Nach Elvans Tod protestierten in mehreren türkischen Großstädten hunderttausende, nach einigen Schätzungen bis zu zwei Millionen Menschen. Zahlreiche Menschen wurden verletzt und mehr als 150 Menschen festgenommen.
Berkin Elvan wurde in Anwesenheit tausender Menschen als Angehöriger der alevitischen Minderheit im Cemevi von Okmeydanı aufgebahrt und auf dem Friedhof von Feriköy im Stadtteil Şişli bestattet.
Während der damalige Staatspräsident Abdullah Gül nach Elvans Tod der Familie kondolierte, behauptete Ministerpräsident Erdoğan, der verstorbene Junge sei ein „Terrorist“ gewesen. Fotos von einem vermummten Jugendlichen, die im Internet kursieren, sollen Elvan darstellen.
In einem Nachruf in der taz reihte der Journalist Deniz Yücel Berkin Elvan in eine „Geschichte von Blut und Tränen“ in der Türkei ein und sprach von jungen Menschen, die „sterben, ohne sich einmal verliebt zu haben“.

## Nachwirkungen
Das türkische Konsulat in Genf verlangte im April 2016 von der dortigen Stadtverwaltung die Entfernung eines Ausstellungsfotos. Darin wurde Erdoğan für Elvans Tod verantwortlich gemacht. Auf einem Transparent stand neben einem Porträt des Jungen: „Je m’appelle Berkin Elvan, la police m’a tué sur l’ordre de Premier Ministre“ („Ich heiße Berkin Elvan, die Polizei hat mich auf Anordnung des türkischen Ministerpräsidenten getötet“). Das Zitat spielt an auf die Äußerung Erdoğan zur Gezi-Park-Bewegung, er persönlich habe den Befehl zu den Polizeieinsätzen gegeben.
Im März 2015 nahmen zwei Mitglieder der DHKP-C im zentralen Justizgebäude Istanbuls Mehmet Selim Kiraz als Geisel, der als Staatsanwalt mit den Ermittlungen gegen die Polizisten im Fall Berkin Elvan befasst war. Nach neun Stunden wurde die Geiselnahme gewaltsam von der Polizei beendet. Dabei kamen die Geiselnehmer ums Leben. Kiraz starb im Krankenhaus.